# Теофилакт Даласин
Теофилакт Даласин (на гръцки: Θεοφύλακτος Δαλασσηνός) е византийски аристократ и военачалник от края на X и първата половина на XI век, член на аристократичната фамилия Даласини, който е служил като стратег на Анатоликон, катепан на Иверия и дука на Антиохия.
Теофилакт е син на антиохийския дука Дамян Даласин († 998 г.) – първия представител на Даласините, засвидетелстван в историческите извори. Известни са още двама братя на Теофилакт – Константин и Роман Даласини. На 19 юли 998 г. Теофилакт и брат му Константин са пленени от арабите по време а злополучната за ромеите битка при Апамея, в която е убит баща им Дамян. Двамата братя Даласини са продаденни за 6000 златни динара на фатимидския пълководец Джайш ибн ал-Самсама и прекарват следващите десет години като пленници в Кайро – столицата на халифата.
След като е освободен от плен, Теофилакт отново постъпва на военна служба, но няма сведения за живота му до 1021/22 г., когато Яхия Антиохийски вече го споменава като протоспатарий и друнгарий (вероятно друнгарий на виглата). През август 1022 г. император Василий II назначава Теофилакт Даласин за стратег на тема Анатоликон и му отпуска средства за набор на войски, с които да потуши бунта на Никифор Ксифий и Никифор Фока Варитрахил. В крайна сметка между двамата бунтовници избухва вражда, Ксифий убива Фока, а Теофилакт Даласин залавя Ксифий и го изпраща на императора в Константинопол.
От запазени печати на Теофилакт Даласин става ясно, че той е бил още катепан на Иверия (вероятно преди 1021 г.) и катепан на Васпуракан (след 1027 г.) Последният пост, който е заемал вероятно около 1032 – 1034 г., е този на дука на Антиохия с ранг на антипат патрикий и вест, също засвидетелствано от негови печати. На кариерата му вероятно е сложен край през 1034 г., когато на власт идва император Михаил IV Пафлагон, който подозирал Даласините в аспирации към императорската корона, а през август 1039 г. по негова заповед цялото семейство Даласини са заточени. Друг печат на Теофилакт Даласин показва, че той е бил почетен и с титлата магистър, но не е ясно времето, през което това се е случило – преди или след управлението на Михаил IV (1034 -1041).
Теофилакт Даласин вероятно е бил баща на Адриан Даласин, който е дядо по майчина линия на Анна Даласина – майката на император Алексий I Комнин, основателя на Комниновата династия.